# Henk Oosterling
Henk Oosterling (Rotterdam, 1952) is een Nederlands filosoof en schrijver. Tot 2018 was hij werkzaam als universitair hoofddocent filosofie aan de Erasmus Universiteit Rotterdam.

## Biografie
Oosterling werd in 1952 geboren in Rotterdam en volgde er vanaf 1964 de mulo, in 1968 de havo en koos in 1970 voor de pedagogische academie voor het basisonderwijs. In 1973 voltooide hij binnen een jaar het gymnasium en slaagde voor het staatsexamen.
In 1974 gaf hij een schooljaar les in het basisonderwijs in Rotterdam Zuid waar hij een innovatief onderwijsexperiment initieerde. In 1975 ging hij filosofie en linguïstiek studeren aan de Universiteit Leiden. Hij slaagde in 1978 voor zijn kandidaatsexamen. Tussen 1976 en 1979 ontwikkelde hij taalmethodes voor gastarbeiders op Rotterdam-Zuid en voor werkende jongeren met een migranten achtergrond voor het LOVWJ in Leiden. Hij publiceerde in 1980 voor het Nederlands Centrum Buitenlanders (NCB) een lesboek voor taaldocenten in buurthuizen en werkte twee jaar als onderwijstaalcoördinator in Rotterdam, Alkmaar, Haarlem en IJmuiden. 
In 1980 en 1981 studeerde hij kendo in Japan, richtte na terugkomst op Rotterdam-Zuid de kendovereniging Fumetsu op en was daar ruim vijf jaar kendoinstructeur. Tussen 1981 en 1986 was hij lid van het nationale kendoteam, werd Nederlands kampioen in 1983 en met het nationale team derde bij de Europese kampioenschappen in 1986. In 1983 ontwikkelde hij een lesmethodiek over alternatieve energie en ecoproblematiek voor het basisonderwijs die 15 jaar op kinderboerderijen werd gebruikt.
In 1981 ging hij Japans studeren aan de universiteit van Leiden. Dit combineerde hij met een doctoraalstudie filosofie aan de Erasmus Universiteit Rotterdam, waar hij in 1985 cum laude afstudeerde op het werk van Michel Foucault. Hij werd er universitair docent en onderzoeker gespecialiseerd in dialectiek en Franse filosofie. Met Heinz Kimmerle deed hij van 1989 tot 1996 onderzoek naar interculturaliteit. Met Awee Prins was hij redacteur van de Rotterdamse Filosofische Studies. Samen publiceerden zij acht bundels. Met Prins startte hij in 1991 het Centrum voor Filosofie en Kunst (CFK).
Oosterling promoveerde in 1996 cum laude op het Franse differentiedenken en kreeg voor zijn dissertatie de Erasmus Onderzoeksprijs. In 1998 zette hij een groot internationaal onderzoek op naar Intermedialiteit, waarin hij intensief samenwerkte met universiteiten in de VS en Canada, de International Association for Philosophy and Literature (IAPL) en kunstenaars uit alle kunstdisciplines. De resultaten van de debatten en symposia zijn gepubliceerd in het door hem opgerichte InterAkta. Van 2001 en 2005 was hij lid van de board van de IAPL. In 2001 werd hij universitair hoofddocent filosofie. In 2004 lanceerde hij met Henk Slager en Renée van der Vall de Dutch Aesthetics Federation (DAF). 
In 2004 hield hij de Rotterdam Lezing 'Kleurloos Rotterdam 2025' waarin hij de problemen in Rotterdamse samenleving na de moord op Pim Fortuyn analyseerde. Dit leidde tot samenwerking met het Pact op Zuid, waar hij met straatjongerengroepen werkte, integrale wijkvisies ontwikkelde en ecosociale onderwijsinnovaties initieerde. In 2007 nam hij op de EUR halftijds ontslag om een onderwijsinnovatie op te zetten met Rotterdam Vakmanstad waarvan hij tussen 2008 en 2016 directeur was. In 2015-2018 werkte hij op ArtEZ, Hogeschool voor de Kunsten, in Arnhem voor de Academie voor Dans en Theater aan een nieuw concept voor lectoraten. In 2014 initieerde hij aan de EUR een double degree cursus Ecophilosophy. Tussen 2014 en 2023 verzorgde hij aan de EUR jaarlijks met Jan Rotmans de honourscursus 'Sustainability'.

## Erkenning
- 1983: Nederlands kampioen kendo (Japans zwaardvechten)
- 1996: Erasmus Research Award (EUR)
- 2008: Laurenspenning (Rotterdam)
- 2013: Dr. J.P. van Praag-prijs
- 2015: Enlightened Society Award (Shambhala Tibetanen)
- 2016: Lof der Zotheid-speld[4]
- 2024: Ridder in de Orde van Oranje-Nassau[5]